# Marwan Kenzari
Marwan Kenzari (Haia, 16 de janeiro de 1983) é um ator e humorista neerlandês. Começando sua carreira em 2008, ele se destacou pela primeira vez com seu papel no filme Wolf de 2013, que lhe rendeu o prêmio Bezerro de Ouro de Melhor Ator. Desde 2016, ele estrelou filmes de língua inglesa, incluindo Aladdin (2019) e The Old Guard (2020), o que lhe rendeu reconhecimento internacional.

## Biografia
De família tunisiana, Kenzari nasceu em Haia, Países Baixos. Seu pai era operário de construção civil, enquanto sua mãe era dona de casa. Quando adolescente, ele se interessava principalmente por futebol, porém se voltou para a atuação quando uma namorada os inscreveu para uma audição para a versão holandesa do musical Chicago. Em 2009, Kenzari se formou na Academia de Artes Dramáticas de Maastricht. Após a formatura, ele foi recrutado pela companhia teatral Toneelgroep Amsterdam, e fez turnês em Moscou, Londres, Viena e Nova Iorque com o grupo.
Kenzari atua em filmes e séries de TV em seu país natal desde 2008. Em 2013, ele ganhou o Bezerro de Ouro de Melhor Ator no Festival de Cinema dos Países Baixos por seu papel no longa-metragem Wolf (2013). Ele treinou por mais de um ano para desempenhar o papel do kickboxer Majid. Com seu corpo tonificado, ele também foi destaque na capa da Men's Health neerlandesa em 2013. Sua atuação no filme foi bem recebida pela crítica, com a Variety o nomeando uma "Estrela Internacional Que Você Deve Conhecer". Em 2014, Kenzari ganhou um prêmio Shooting Stars no Festival Internacional de Cinema de Berlim.
Em 2016, ele apareceu nos filmes de língua inglesa Collide, Ben-Hur e A Promessa, o que resultou em sua nomeação para a lista dos "15 Talentos Reveladores Internacionais de 2016" da revista The Hollywood Reporter. Em 2019, Kenzari interpretou o vilão Jafar na adaptação live-action da Disney de Aladdin.  Em julho de 2020, Kenzari apareceu em The Old Guard como um dos protagonistas do filme. Em fevereiro de 2021, ele foi escalado para um papel em Black Adam, filme de super-herói da DC. Também estrelou como o polêmico oficial do Exército Real das Índias Orientais (KNIL) Raymond Westerling no filme de 2020 De Oost, lançado no Amazon Prime Video.

## Vida pessoal
Kenzari fala árabe, neerlandês, inglês, e francês.

## Filmografia

### Cinema
| Ano  | Título                          | Papel                 | Diretor                        | Anotações                                                                                    |
| ---- | ------------------------------- | --------------------- | ------------------------------ | -------------------------------------------------------------------------------------------- |
| 2008 | Het zusje van Katia             | Giac                  | Mijke de Jong                  |                                                                                              |
| 2009 | De laatste dagen van Emma Blank | Martin                | Alex van Warmerdam             |                                                                                              |
| 2009 | Wolken #2                       | Chico                 | Jim Taihuttu                   | Curta                                                                                        |
| 2010 | Loft                            | Tom Fenneker          | Antoinette Beumer              | Refilmagem holandesa do filme belga de 2008                                                  |
| 2011 | Rabat                           | Zakaria               | Jim Taihattu, Victor D. Ponten |                                                                                              |
| 2011 | Mix Tape                        | Alain                 | Jeroen Houben                  | Curta                                                                                        |
| 2012 | Black Out                       | Youssef               | Arne Toonen                    |                                                                                              |
| 2012 | Naar het Einde van de Straat    | Mo                    | Eva M.C. Zanen                 | Curta                                                                                        |
| 2012 | Over Zonen                      | Mounir                | Shady El-Hamus                 | Curta                                                                                        |
| 2013 | Wolf                            | Majid Zamari          | Jim Taihattu                   | Bezerro de Ouro 2013 por Melhor Ator Nomeado - Rembrandt Award 2014 por Melhor Ator Holandês |
| 2014 | Hartenstraat                    | Daan                  | Sanne Vogel                    |                                                                                              |
| 2014 | Lucia de B.                     | Detetive Ron Leeflang | Paula van der Oest             |                                                                                              |
| 2014 | Bloedlink                       | Rico                  | Joram Lürsen                   | Refilmagem holandesa do filme americano O Desaparecimento de Alice Creed de 2009             |
| 2014 | Pak van mijn Hart               | Richard               | Kees van Nieuwkerk             |                                                                                              |
| 2016 | Collide                         | Matthias              | Eran Creevy                    |                                                                                              |
| 2016 | Ben-Hur                         | Druses                | Timur Bekmambetov              |                                                                                              |
| 2016 | A Promessa                      | Emre Ogan             | Terry George                   |                                                                                              |
| 2017 | A Múmia                         | Malik                 | Alex Kurtzman                  |                                                                                              |
| 2017 | What Happened to Monday         | Adrian Knowles        | Tommy Wirkola                  |                                                                                              |
| 2017 | Murder on the Orient Express    | Pierre Michel         | Kenneth Branagh                |                                                                                              |
| 2018 | The Angel                       | Ashraf Marwan         | Ariel Vromen                   |                                                                                              |
| 2019 | Aladdin                         | Jafar                 | Guy Ritchie                    | Nomeado - Teen Choice Awards 2019 por Vilão do Cinema                                        |
| 2019 | Instinct                        | Idris                 | Halina Reijn                   | Nomeado - Bezerro de Ouro 2020 por Melhor Ator                                               |
| 2020 | The Old Guard                   | Joe/Yusuf al-Kaysani  | Gina Prince-Bythewood          |                                                                                              |
| 2020 | De Oost                         | Raymond Westerling    | Jim Taihattu                   |                                                                                              |
| 2022 | Black Adam                      | Sabbac                | Jaume Collet-Serra             |                                                                                              |

### Televisão
| Ano       | Título             | Papel          | Anotações   |
| --------- | ------------------ | -------------- | ----------- |
| 2008-2010 | Flikken Maastricht | Luca de Keyzer | 7 episódios |
| 2009      | Maite was hier     | Vuc            | Telefilme   |
| 2012      | Van God Los        | Frank Hendrikx | 1 episódio  |
| 2012-2013 | Penoza             | Mustafa        | 8 episódios |